# Romina Ferro
Romina Ferro (Buenos Aires, Argentina; 26 de junio de 1980) es una futbolista argentina que juega de guardameta, actualmente forma parte del plantel de Excursionistas. Ha jugado en su país así como para el Levante UD y el Oviedo Moderno en la Primera División de España.
Ha formado parte del equipo nacional argentino. Fue portera titular en la Copa Mundial Femenina en 2003 donde Argentina se enfrentó a Japón, Canadá y Alemania y en el Campeonato Sudamericano Femenino en 2006 donde Argentina ganó. Comenzó la Copa Mundial Femenina del 2007 como suplente pero después de una derrota aplastante contra Alemania (0-11) fue titular en el resto de los partidos, contra Japón e Inglaterra.

## Selección nacional

### Participaciones en Copas del Mundo
| Torneo                                  | Sede           | Resultado    | Partidos | G.R | Valla Invicta |
| --------------------------------------- | -------------- | ------------ | -------- | --- | ------------- |
| Copa Mundial Femenina de Fútbol de 2003 | Estados Unidos | Primera fase | 3        | -15 | 0             |
| Copa Mundial Femenina de Fútbol de 2007 | China          | Primera fase | 2        | -7  | 0             |